# Elwyn Roy King
Elwyn Roy »Bo« King, avstralski častnik, vojaški pilot in letalski as, * 13. maj 1894, Bathurst, New South Wales, † 28. november 1941, Point Cook.  	
Stotnik King je v svoji vojaški karieri dosegel 26 zračnih zmag.

## Odlikovanja
- Distinguished Service Order (DSO)
- Distinguished Flying Cross (DFC)